# Olivier Nzuzi
Olivier Nzuzi Niati Polo (né le 16 septembre 1980) est un footballeur congolais.
Il faisait partie de l'équipe congolaise de la Coupe d'Afrique des Nations 2004, qui a terminé dernière de son groupe au premier tour de la compétition, échouant ainsi à se qualifier pour les quarts de finale.